# Wolf Heinrich von Baudissin den äldre
Wolf Heinrich von Baudissin, född 1579, död 24 juli 1646, var en tysk militär, far till general Gustaf Adolf von Baudissin.

## Biografi
von Baudissin började sin bana i kejsarens tjänst men övergick snart till hans fiender och tjänade efter varandra Venedig, Fredrik V av Pfalz, Kristian IV från 1626 och Gustav II Adolf från 1628, de båda senare som överste. 1631 blev von Baudissin svensk generallöjtnant, och 1632 befälhavare för svenska armén i Niedersachsen, erhöll avsked 1633, blev kursachsisk generallöjtnant 1635, och fick avsked 1636. 
von Baudissin var som kavalleriofficer högst skattad av Gustav II Adolf och utmärkte sig bland annat i slaget vid Werben och slaget vid Breitenfeld. Som fältherre var han däremot mindre begåvad, och hans kampanj mot Gottfried Heinrich zu Pappenheim 1632 var föga lycklig. Efter nya motgångar 1633 lämnade von Baudissin, som ej ansåg sina tjänster nog belönade, förbittrad den svenska tjänsten. 
Hans utnämning till saxisk överbefälhavare väckte missnöje i armén, då han ansågs oduglig därtill, och var känd som ännu större drinkare än kurfursten Johan Georg I av Sachsen. 1635 blev han besegrad i slaget vid Dömitz av Patrick Ruthven och nedlade svårt sårad sitt befäl. Under sina sista år var von Baudissin verksam som polsk underhandlare.